# Sörsjön (Åsele socken, Lappland)
Sörsjön är en sjö i Åsele kommun i Lappland och ingår i Ångermanälvens huvudavrinningsområde. Sjön har en area på 0,287 kvadratkilometer och ligger 347,8 meter över havet. Sjön avvattnas av vattendraget Varpsjöbäcken.

## Delavrinningsområde
Sörsjön ingår i det delavrinningsområde (712289-155105) som SMHI kallar för Mynnar i Lomsjön. Medelhöjden är 368 meter över havet och ytan är 18,75 kvadratkilometer. Det finns inga avrinningsområden uppströms utan avrinningsområdet är högsta punkten. Varpsjöbäcken som avvattnar avrinningsområdet har biflödesordning 4, vilket innebär att vattnet flödar genom totalt 4 vattendrag innan det når havet efter 219 kilometer. Avrinningsområdet består mestadels av skog (74 procent) och sankmarker (13 procent). Avrinningsområdet har 1,01 kvadratkilometer vattenytor vilket ger det en sjöprocent på 5,4 procent.